# Liste von Vulkanen in Kanada
Dies ist eine Liste von Vulkanen in Kanada, die während des Quartärs mindestens einmal aktiv waren.

## British Columbia
| Bild | Name                                 | Vulkanfeld                                        | Gebirge                                           | Vulkantyp             | Letzte Eruption          | Höhe [m] | Geokoordinaten                |
| ---- | ------------------------------------ | ------------------------------------------------- | ------------------------------------------------- | --------------------- | ------------------------ | -------- | ----------------------------- |
|      | Ash Mountain                         | Tuya Range, Stikine-Vulkangürtel                  | Stikine Ranges, Cassiar Mountains                 | Tafelvulkan           | Pleistozän               | 2123     | 59° 16′ 00″ N, 130° 30′ 00″ W |
|      | Black Tusk                           | Garibaldi-Lake-Vulkanfeld, Garibaldi-Vulkangürtel | Garibaldi Ranges, Pacific Ranges, Coast Mountains | Schichtvulkan         | 0,17 Ma BP               | 2316     | 49° 58′ 12″ N, 123° 03′ 00″ W |
|      | Buck Hill                            | Wells Gray-Clearwater                             | Shuswap Highland                                  | Schlackenkegel        | Pleistozän               | 1585     | 51° 48′ 00″ N, 119° 59′ 00″ W |
|      | Caribou Tuya                         | Tuya Range, Stikine-Vulkangürtel                  | Stikine Ranges, Cassiar Mountains                 | Tafelvulkan           | Pleistozän               | 1770     | 59° 14′ 00″ N, 130° 34′ 00″ W |
|      | Castle Rock                          | Stikine-Vulkangürtel                              | Klastline Plateau, Stikine Plateau                | Diatrema              | Pleistozän               | 1862     | 57° 50′ 24″ N, 130° 12′ 30″ W |
|      | Mount Cayley                         | Garibaldi-Vulkangürtel                            | Garibaldi Ranges, Pacific Ranges, Coast Mountains | Schichtvulkan         | Mittelpleistozän         | 2377     | 50° 07′ 13″ N, 123° 17′ 26″ W |
|      | Cinder Cone                          | Garibaldi-Lake-Vulkanfeld, Garibaldi-Vulkangürtel | Garibaldi Ranges, Pacific Ranges, Coast Mountains | Schlackenkegel        | 0,04 ± 0,04 Ma BP        | 1845     | 49° 58′ 12″ N, 123° 00′ 00″ W |
|      | Cinder Mountain                      | Iskut-Unuk River Cones, Stikine-Vulkangürtel      | Boundary Ranges                                   | Subglazialer Vulkan   | Pleistozän               | 1880     | 56° 34′ 00″ N, 130° 38′ 00″ W |
|      | Clinker Peak                         | Garibaldi-Vulkangürtel                            | Garibaldi Ranges, Pacific Ranges, Coast Mountains | Schlackenkegel        | 9000 BP                  | 1992     | 49° 54′ 53″ N, 123° 02′ 38″ W |
|      | Cone Glacier                         | Iskut-Unuk River Cones, Stikine-Vulkangürtel      | Boundary Ranges                                   | Schlackenkegel        | Holozän                  | 1400     | 56° 34′ 00″ N, 130° 40′ 00″ W |
|      | Cottonwood Peak                      | Tuya Range, Stikine-Vulkangürtel                  | Stikine Ranges, Cassiar Mountains                 |                       | Pleistozän               | 1640     | 59° 24′ 00″ N, 130° 15′ 00″ W |
|      | Cracker Creek Cone                   | Atlin-Vulkanfeld, Stikine-Vulkangürtel            | Teslin Plateau                                    | Schlackenkegel        | unbekannt                | 1320     | 59° 42′ 00″ N, 133° 17′ 24″ W |
|      | Crow Lagoon                          | Stikine-Vulkangürtel                              |                                                   | Schlackenkegel        | unbekannt                | 335      | 54° 42′ 00″ N, 130° 14′ 00″ W |
|      | Dark Mountain                        | Stikine-Vulkangürtel                              | Tanzilla Plateau, Stikine Plateau                 | Subglazialer Vulkan   | Pleistozän               | 1974     | 58° 38′ 08″ N, 129° 26′ 21″ W |
|      | Dome Mountain                        | Stikine-Vulkangürtel                              | Tanzilla Plateau, Stikine Plateau                 | Subglazialer Vulkan   | Pleistozän               | 2031     | 58° 27′ 21″ N, 129° 38′ 11″ W |
|      | Dragon Cone                          | Wells Gray-Clearwater                             | Bonaparte Plateau                                 | Schlackenkegel        | ca. 5650 v. Chr.         | 1830     | 52° 15′ 00″ N, 120° 01′ 00″ W |
|      | Dufferin Island                      | Milbanke Sound Group, Anahim-Vulkangürtel         | Kitimat Ranges                                    | Schlackenkegel        | Holozän                  | 50       | 52° 13′ 00″ N, 128° 19′ 00″ W |
|      | Mount Edziza                         | Stikine-Vulkangürtel                              | Tahltan Highland                                  | Schichtvulkan         | 950 n. Chr. ± 1000 Jahre | 2786     | 57° 43′ 00″ N, 130° 38′ 00″ W |
|      | Fiftytwo Ridge                       | Wells Gray-Clearwater                             |                                                   | Tafelvulkan           | Pleistozän               | 2015     | 51° 56′ 00″ N, 119° 53′ 00″ W |
|      | Flatiron                             | Wells Gray-Clearwater                             |                                                   | Schlackenkegel        | Pleistozän               | 730      | 51° 53′ 00″ N, 120° 03′ 00″ W |
|      | Flourmill Volcanoes                  | Wells Gray-Clearwater                             | Quesnel Highland                                  | Schlackenkegel        | Holozän                  | 1495     | 52° 03′ 00″ N, 120° 19′ 00″ W |
|      | Franklin Glacier Complex             | Pemberton-Vulkangürtel/Garibaldi-Vulkangürtel     | Waddington Range, Pacific Ranges, Coast Mountains | Erodierter Vulkan     | 2,2–3,9 Ma BP            | > 2000   | 51° 20′ 00″ N, 125° 24′ 00″ W |
|      | Gabrielse Cone                       | Tuya Range, Stikine-Vulkangürtel                  | Stikine Ranges, Cassiar Mountains                 | Schlackenkegel        | Holozän                  | 1600     | 59° 26′ 31″ N, 130° 21′ 00″ W |
|      | Gage Hill                            | Wells Gray-Clearwater                             |                                                   | Tafelvulkan           | Pleistozän               | 1090     | 52° 03′ 00″ N, 120° 01′ 00″ W |
|      | Mount Garibaldi                      | Garibaldi-Vulkangürtel                            | Garibaldi Ranges, Pacific Ranges, Coast Mountains | Schichtvulkan         | 8060 v. Chr. ± 500 Jahre | 2678     | 49° 51′ 00″ N, 123° 00′ 00″ W |
|      | Glacier Pikes                        | Garibaldi-Vulkangürtel                            | Garibaldi Ranges, Pacific Ranges, Coast Mountains | Lavadom               | Pleistozän               | 2073     | 49° 53′ 00″ N, 122° 51′ 00″ W |
|      | Heart Peaks                          | Stikine-Vulkangürtel                              | Nahlin Plateau, Stikine Plateau                   | Schildvulkan          | unbekannt                | 2012     | 58° 36′ 00″ N, 131° 58′ 00″ W |
|      | Helmet Peak                          | Milbanke Sound Group, Anahim-Vulkangürtel         | Kitimat Ranges                                    | Schlackenkegel        | Holozän                  | 335      | 52° 21′ 00″ N, 128° 21′ 00″ W |
|      | Holte Creek                          | Satah-Mountain-Vulkanfeld, Anahim-Vulkangürtel    | Chilcotin Plateau                                 | Schlackenkegel        | unbekannt                | 1646     | 52° 28′ 00″ N, 124° 47′ 00″ W |
|      | Hoodoo Mountain                      | Stikine-Vulkangürtel                              | Boundary Ranges                                   | Subglazialer Vulkan   | ca. 7050 v. Chr.         | 1850     | 56° 47′ 00″ N, 131° 17′ 00″ W |
|      | Hyalo Ridge                          | Wells Gray-Clearwater                             |                                                   | Tafelvulkan           | Pleistozän               | 2012     | 52° 07′ 00″ N, 120° 22′ 00″ W |
|      | Ida Ridge                            | Wells Gray-Clearwater                             |                                                   | Schlackenkegel        | Pleistozän               | 1981     | 51° 48′ 00″ N, 119° 56′ 00″ W |
|      | Iskut River Cone (Iskut Canyon Cone) | Iskut-Unuk River Cones, Stikine-Vulkangürtel      | Boundary Ranges                                   | Schlackenkegel        | 620 v. Chr. ± 150 Jahre  | 914      | 56° 43′ 00″ N, 130° 36′ 00″ W |
|      | Ilgachuz Range                       | Anahim-Vulkangürtel                               | Chilcotin Plateau                                 | Schildvulkan          |                          | 2370     | 52° 45′ 00″ N, 125° 15′ 00″ W |
|      | Itcha Range                          | Anahim-Vulkangürtel                               | Chilcotin Plateau                                 | Schildvulkan          | 0,8 Ma BP                | 2410     | 52° 39′ 59″ N, 124° 50′ 05″ W |
|      | Jack’s Jump                          | Wells Gray-Clearwater                             |                                                   | Subglazialer Vulkan   | Pleistozän               | 1895     | 52° 07′ 00″ N, 120° 03′ 00″ W |
|      | Mount Josephine                      | Tuya Range, Stikine-Vulkangürtel                  | Stikine Ranges, Cassiar Mountains                 | Subglazialer Vulkan   | Pleistozän               | 1717     | 59° 04′ 00″ N, 130° 42′ 00″ W |
|      | King Creek                           | Iskut-Unuk River Cones, Stikine-Vulkangürtel      | Boundary Ranges                                   | Subglazialer Vulkan   | Pleistozän               | 1070     | 56° 30′ 00″ N, 130° 40′ 00″ W |
|      | Kitasu Hill                          | Milbanke Sound Group, Anahim-Vulkangürtel         | Kitimat Ranges                                    | Schlackenkegel        | Holozän                  | 250      | 52° 30′ 00″ N, 128° 44′ 00″ W |
|      | Klinkit Creek Peak                   | Tuya Range, Stikine-Vulkangürtel                  | Stikine Ranges, Cassiar Mountains                 | Tafelvulkan           | Pleistozän               | 1520     | 59° 28′ 00″ N, 131° 17′ 00″ W |
|      | Kostal Cone                          | Wells Gray-Clearwater                             | Shuswap Highland                                  | Schlackenkegel        | ca. 1550                 | 1440     | 52° 10′ 00″ N, 119° 56′ 00″ W |
|      | Lava Fork                            | Iskut-Unuk River Cones, Stikine-Vulkangürtel      | Boundary Ranges                                   | Schlackenkegel        | ca. 1800                 | 1330     | 56° 25′ 00″ N, 130° 52′ 00″ W |
|      | Level Mountain                       | Stikine-Vulkangürtel                              | Nahlin Plateau, Stikine Plateau                   | Schildvulkan          | unbekannt                | 2190     | 58° 25′ 00″ N, 131° 21′ 00″ W |
|      | McLeod Hill                          | Wells Gray-Clearwater                             | Shuswap Highland                                  | Tafelvulkan           | Pleistozän               | 1250     | 52° 01′ 00″ N, 120° 01′ 00″ W |
|      | Mount Meager                         | Garibaldi-Vulkangürtel                            | Garibaldi Ranges, Pacific Ranges, Coast Mountains |                       | 410 v. Chr. ± 200 Jahre  | 2680     | 50° 38′ 00″ N, 123° 30′ 00″ W |
|      | Mosquito Mound                       | Wells Gray-Clearwater                             |                                                   | Tafelvulkan           | Pleistozän               | 1065     | 52° 01′ 00″ N, 120° 11′ 00″ W |
|      | Nazko Cone                           | Anahim-Vulkangürtel                               |                                                   | Schlackenkegel        | 5220 v. Chr. ± 100 Jahre | 1230     | 52° 54′ 00″ N, 123° 44′ 00″ W |
|      | Opal Cone                            | Garibaldi-Vulkangürtel                            | Garibaldi Ranges, Pacific Ranges, Coast Mountains | Schlackenkegel        | 9300 BP                  | 1736     | 49° 49′ 38″ N, 122° 58′ 16″ W |
|      | Pillow Creek                         | Wells Gray-Clearwater                             |                                                   | Subglazialer Vulkan   | Pleistozän               | 1829     | 52° 01′ 00″ N, 119° 50′ 00″ W |
|      | Pointed Stick Cone                   | Wells Gray-Clearwater                             |                                                   | Schlackenkegel        | Holozän                  | 1820     | 52° 14′ 00″ N, 120° 05′ 00″ W |
|      | Price Island                         | Milbanke Sound Group, Anahim-Vulkangürtel         | Kitimat Ranges                                    | Schlackenkegel        | Holozän                  | 40       | 52° 26′ 00″ N, 128° 04′ 00″ W |
|      | Mount Price                          | Garibaldi-Lake-Vulkanfeld, Garibaldi-Vulkangürtel | Garibaldi Ranges, Pacific Ranges, Coast Mountains | Schichtvulkan         | Holozän                  | 2042     | 49° 55′ 12″ N, 123° 01′ 48″ W |
|      | Pyramid Mountain                     | Wells Gray-Clearwater                             | Shuswap Highland                                  | Subglazialer Vulkan   | Pleistozän               | 1095     | 51° 59′ 00″ N, 120° 06′ 00″ W |
|      | Ray Mountain                         | Wells Gray-Clearwater                             | Shuswap Highland                                  | Subglazialer Vulkan   | Pleistozän               | 2050     | 52° 14′ 00″ N, 120° 07′ 00″ W |
|      | Ruby Mountain                        | Atlin-Vulkanfeld, Stikine-Vulkangürtel            | Teslin Plateau                                    | Schlackenkegel        | 1898?                    | 1880     | 59° 42′ 00″ N, 133° 23′ 00″ W |
|      | Salal Glacier                        | Bridge River Cones, Garibaldi-Vulkangürtel        | Garibaldi Ranges, Pacific Ranges, Coast Mountains |                       | 0,59 Ma BP               | 2400     | 50° 47′ 00″ N, 123° 23′ 00″ W |
|      | Satah Mountain                       | Satah-Mountain-Vulkanfeld, Anahim-Vulkangürtel    | Chilcotin Plateau                                 | Schlackenkegel        | unbekannt                | 1921     | 52° 28′ 00″ N, 124° 42′ 00″ W |
|      | Second Canyon Cone (Canyon Creek)    | Iskut-Unuk River Cones, Stikine-Vulkangürtel      | Boundary Ranges                                   | Schlackenkegel        | Holozän                  | 300      | 56° 25′ 00″ N, 130° 43′ 00″ W |
|      | Sham Hill                            | Bridge River Cones, Garibaldi-Vulkangürtel        | Garibaldi Ranges, Pacific Ranges, Coast Mountains | Diatrema              | 1 Ma BP                  | 1900     | 50° 54′ 00″ N, 123° 31′ 00″ W |
|      | Silverthrone Mountain                | Garibaldi-Vulkangürtel                            | Garibaldi Ranges, Pacific Ranges, Coast Mountains | Caldera               | Holozän                  | 3160     | 51° 26′ 00″ N, 126° 18′ 00″ W |
|      | Snippaker Creek Cone                 | Iskut-Unuk River Cones, Stikine-Vulkangürtel      | Boundary Ranges                                   | Schlackenkegel        | Holozän                  | 762      | 56° 38′ 00″ N, 130° 52′ 00″ W |
|      | Southern Tuya                        | Tuya Range, Stikine-Vulkangürtel                  | Stikine Ranges, Cassiar Mountains                 | Tafelvulkan           | Pleistozän               | 1870     | 59° 13′ 00″ N, 130° 30′ 00″ W |
|      | Spanish Bonk                         | Wells Gray-Clearwater                             | Quesnel Highland                                  | Diatrema              | Pleistozän               | 1770     | 52° 08′ 00″ N, 120° 22′ 00″ W |
|      | Spanish Lake (Spanish Creek)         | Wells Gray-Clearwater                             |                                                   | Schlackenkegel        | Holozän                  | 1770     | 52° 04′ 00″ N, 120° 19′ 00″ W |
|      | Spanish Mump                         | Wells Gray-Clearwater                             |                                                   | Subglazialer Vulkan   | Pleistozän               | 1800     | 52° 10′ 00″ N, 120° 20′ 00″ W |
|      | Spectrum Range                       | Stikine-Vulkangürtel                              | Tahltan Highland, Stikine Plateau                 | Schildvulkan          | unbekannt                | 2430     | 57° 26′ 00″ N, 130° 41′ 00″ W |
|      | Sphinx Moraine                       | Garibaldi-Lake-Vulkanfeld, Garibaldi-Vulkangürtel | Garibaldi Ranges, Pacific Ranges, Coast Mountains | Subglazialer Vulkan   | Pleistozän               | 1525     | 49° 56′ 00″ N, 122° 51′ 00″ W |
|      | The Table                            | Garibaldi-Lake-Vulkanfeld, Garibaldi-Vulkangürtel | Garibaldi Ranges, Pacific Ranges, Coast Mountains | Tafelvulkan           | unbekannt                | 1645     | 49° 54′ 00″ N, 123° 01′ 12″ W |
|      | The Thumb                            | Stikine-Vulkangürtel                              | Hogem Ranges, Omineca Mountains                   | Diatrema              | Pleistozän               | 1854     | 56° 09′ 47″ N, 126° 44′ 49″ W |
|      | Tom MacKay Creek Cone                | Iskut-Unuk River Cones, Stikine-Vulkangürtel      | Boundary Ranges                                   | Subglazialer Vulkan   | Pleistozän               | 910      | 56° 43′ 00″ N, 130° 34′ 00″ W |
|      | Toozaza Peak                         | Tuya Range, Stikine-Vulkangürtel                  | Stikine Ranges, Cassiar Mountains                 | Tafelvulkan           | Pleistozän               | 1700     | 59° 30′ 00″ N, 130° 18′ 00″ W |
|      | Tseax Cone (Aiyansh)                 | Stikine-Vulkangürtel                              | Nass Ranges, Hazelton Mountains                   | Schlackenkegel        | 1690 ± 150 Jahre         | 609      | 55° 07′ 00″ N, 128° 54′ 00″ W |
|      | Tuber Hill                           | Bridge River Cones, Garibaldi-Vulkangürtel        | Garibaldi Ranges, Pacific Ranges, Coast Mountains | Schichtvulkan         | Holozän                  | 2500     | 50° 56′ 00″ N, 123° 26′ 00″ W |
|      | Tuya Butte                           | Tuya Range, Stikine-Vulkangürtel                  | Stikine Ranges, Cassiar Mountains                 | Tafelvulkan           | Pleistozän               | 1670     | 59° 08′ 00″ N, 130° 33′ 00″ W |
|      | Volcanic Creek Cone                  | Atlin-Vulkanfeld, Stikine-Vulkangürtel            | Tagish Highland                                   | Schlackenkegel        | Holozän                  | 1600     | 59° 45′ 00″ N, 133° 27′ 00″ W |
|      | White Creek                          | Satah-Mountain-Vulkanfeld, Anahim-Vulkangürtel    | Chilcotin Plateau                                 | Schlackenkegel        | unbekannt                | 1707     | 52° 33′ 00″ N, 124° 50′ 00″ W |
|      | White Horse Bluff                    | Wells Gray-Clearwater                             | Shuswap Highland                                  | Subaquatischer Vulkan | Pleistozän               | 775      | 51° 54′ 00″ N, 120° 07′ 00″ W |

## Yukon (Territorium)
| Bild | Name                            | Vulkanfeld                                      | Gebirge      | Vulkantyp      | Letzte Eruption | Höhe [m] | Geokoordinaten                |
| ---- | ------------------------------- | ----------------------------------------------- | ------------ | -------------- | --------------- | -------- | ----------------------------- |
|      |                                 | Alligator-Lake-Vulkanfeld, Stikine-Vulkangürtel |              | Vulkanfeld     | Holozän         | 2217     | 60° 25′ 00″ N, 135° 25′ 00″ W |
|      | Ne Ch'e Ddhawa (Wootten's Cone) | Fort-Selkirk-Vulkanfeld, Stikine-Vulkangürtel   | Yukon Ranges | Schlackenkegel | Jungpleistozän  | 712      | 62° 45′ 00″ N, 137° 16′ 00″ W |
|      | Volcano Mountain (Nelrúna)      | Fort-Selkirk-Vulkanfeld, Stikine-Vulkangürtel   | Yukon Ranges | Schlackenkegel | unbekannt       | 1239     | 62° 51′ 00″ N, 137° 23′ 00″ W |